# Julia Kraft
Julia Kraft (* 1979 in Hirschau) ist eine deutsche Rechtswissenschaftlerin und Hochschullehrerin.

## Leben
Nach dem Abitur 1998 am Gregor-Mendel-Gymnasium Amberg studierte sie von 1998 bis 2003 Rechtswissenschaften an der Universität Passau, der Université de Genève und der Ludwig-Maximilians-Universität München. Nach der Promotion 2005 zum Dr. iur. an der Universität Bayreuth und der Habilitation 2022 an der Heinrich-Heine-Universität Düsseldorf (Verleihung der Lehrbefugnis für die Fächer Bürgerliches Recht, Europäisches Privatrecht, Handels- und Gesellschaftsrecht, Zivilverfahrensrecht sowie Rechtstheorie) ist sie seit 2023 Professorin für Bürgerliches Recht und Vertragsgestaltung an der Universität Potsdam. Sie forscht unter anderem zu gesellschaftsrechtlichen Fragestellungen, insbesondere zur Aktiengesellschaft.

## Auszeichnungen
- 2023: Zweiter Preis des Roman Herzog Forschungspreises Soziale Marktwirtschaft des Roman Herzog Institutes für ihre Habilitationsschrift[3][4]
- 2023: W. Rainer Walz-Preis für ihre Habilitationsschrift[5]
- 2024: Wolfgang-Ritter-Preis für ihre Habilitationsschrift[6]

## Schriften (Auswahl)
Monografien
- Die Europäisierung der deutschen Mitbestimmung durch das SE-Beteiligungsgesetz. Eine europa- und verfassungsrechtliche Analyse der Richtlinienumsetzung 2001/86/EG zur Ergänzung des Statuts der Europäischen Gesellschaft hinsichtlich der Beteiligung der Arbeitnehmer. Peter Lang, Frankfurt am Main 2005, ISBN 3-631-53969-X (zugleich: Dissertation, Universität Bayreuth, 2005).
- Fälle zum Internationalen Gesellschaftsrecht mit Bezügen zum Europäischen Gesellschaftsrecht. 2. Auflage, C. H. Beck, München 2022, ISBN 978-3-406-78939-7.
- Armut und Vertrag – Über den liberalen Wert eines sozialen Vertragsrechts. Mohr Siebeck, Tübingen 2022, ISBN 978-3-16-161716-4 (zugleich: Habilitationsschrift, Heinrich-Heine-Universität Düsseldorf, 2021/22).

Herausgeberschaften
- Umwandlungsrecht. 2. Auflage, Mohr Siebeck, Tübingen 2020, ISBN 978-3-16-159525-7 (mit Julia Redenius-Hövermann).
- Frau.Macht.Recht. – 100 Jahre Frauen in juristischen Berufen. Nomos, Baden-Baden 2023, ISBN 978-3-8487-7423-4 (mit Elisabeth Dux, Johanna Groß, Rebecca Militz und Sina Ness).